# Dolicharthria signatalis
Dolicharthria signatalis là một loài bướm đêm trong họ Crambidae.